# كهف بهيري
كهف بهيري هو كهف ومصيف سياحي يقع على بعد 45 كلم شرق مدينة زاخو في محافظة دهوك ويبعد 5 كلم عن مصيف شرانش، يتدفق ينبوع مياه من داخله وتوجد العديد من متنزهات تقع بقربه.